# Сьнежковиці
Сьнежковиці (пол. Śnieżkowice) — село в Польщі, у гміні Васнюв Островецького повіту Свентокшиського воєводства. Населення — 334 особи (2011).
У 1975—-1998 роках село належало до Келецького воєводства.

## Демографія
Демографічна структура на день 31 березня 2011 року:
|          | Загалом | Допрацездатний вік | Працездатний вік | Постпрацездатний вік |
| -------- | ------- | ------------------ | ---------------- | -------------------- |
| Чоловіки | 168     | 31                 | 126              | 11                   |
| Жінки    | 166     | 30                 | 98               | 38                   |
| Разом    | 334     | 61                 | 224              | 49                   |